# Amélie Bleibtreu
Amélie Bleibtreu (dite Lily, ou Amélie Bunle, ou Amélie Zyromski), née le 5 juillet 1922 dans le 4e arrondissement de Paris et morte le 17 mars 2019 dans le 12e arrondissement, est une enseignante, militante trotskyste et syndicaliste à l'École émancipée.

## Biographie
Amélie Bunle est née le 5 juillet 1922. Sa mère, Marcelle Coquegniot, rédactrice à la ville de Paris, est originaire d'une modeste famille catholique. Elle est mariée à un journaliste porté disparu pendant la bataille de la Marne. La loi lui interdit de se remarier avant une période de dix ans. Elle rompt avec Bunle, le père d'Amélie, mais celui-ci reconnaît tout de même l'enfant. Amélie Bunle a une demi-sœur du premier mariage de sa mère, Raymonde Vaysset, qui épousera Léon Boutbien. Marcelle Coquegniot vit ensuite avec le militant socialiste Jean Zyromski avec qui elle élève les deux enfants,.
Lily Bunle vit place Jussieu puis dans une Habitation à bon marché de la Porte d’Orléans. Elle fréquente l’École primaire supérieure Sophie Germain, passe le concours d'entrée à l’École normale mais ne l'intègre pas finalement et passe, en candidate libre, deux baccalauréats de mathématiques et philosophie. Elle s’inscrit en faculté des Sciences mais la Seconde guerre mondiale intervient. Sur les conseils de Jean Zyromski, elle  entre en classe préparatoire à Rennes. Elle revient rapidement à Paris, refuse de suivre Jean Zyromski et sa mère dans le Lot-et-Garonne. et participe à la vie clandestine avec des organisations trotskystes.
Dès l’âge de quatorze ans, elle est membre active des Faucons rouges, organisation proche de l'Internationale socialiste. Elle participe, entre autres, à des activités d’agit-prop dans la région de Dieppe. Elle s’implique ensuite dans le mouvement des Auberges de Jeunesse et se consacre plus particulièrement à la vie de l'Auberge de jeunesse de Villeneuve-sur-Auvers, très active. Elle se tourne vers le trotskisme au sein du Parti communiste internationaliste. Le 12 janvier 1946, elle épouse Marcel Bleibtreu, secrétaire politique du PCI,,.
Elle exerce divers métiers puis se tourne vers l'enseignement, d'abord comme institutrice puis professeure de collège. Elle est membre du Syndicat national des instituteurs et milite au sein de l’École émancipée où elle fait partie de l’équipe responsable. Dans les années 1970, elle est l'animatrice, avec Joseph Volovitch, du local de l’École émancipée 8 impasse Crozatier, lieu de réunions et de débats. Elle contribue à y fonder la librairie coopérative Édition et diffusion de matériel pédagogique.
Amélie Bleibtreu est la mère de trois enfants : Jacques Bleibtreu, décédé en 2006, militant étudiant et trotskiste notamment actif en mai 1968, Pierre Bleibtreu, médecin généraliste et militant trotskiste durant sa  jeunesse et Françoise Bleibtreu, institutrice et militante syndicale.
Elle fait don des archives de Jean Zyromski au Centre d’histoire sociale du XXe siècle. 
Elle meurt à 96 ans, dans la nuit du 16 au 17 mars 2019.